# Cotylolabium lutzii
Die Orchidee Cotylolabium lutzii ist die einzige Art in der Gattung Cotylolabium. Das Verbreitungsgebiet ist ein kleines Areal im Südosten Brasiliens.

## Beschreibung
Cotylolabium lutzii ist eine kleine, ausdauernde, terrestrisch wachsende Pflanze. Die büschelweise dicht beieinander entspringenden Wurzeln sind fleischig. Die wenigen Blätter sind am Stängel verteilt. Sie sind klein und bestehen größtenteils aus dem stängelumfassenden Blattgrund.
Über den Blättern setzt sich der Spross als endständiger Blütenstand fort. Blütezeit ist im März. Der Blütenstandsstiel ist fast ganz von Hochblättern umhüllt. Die Blüten sind relativ groß, gelb, waagrecht abstehend und resupiniert. Sie sitzen dicht beieinander in einer einseitswendigen Spirale an der Blütenstandsachse und öffnen sich von unten nach oben nacheinander. Der ungestielte, leicht verdrehte Fruchtknoten weist nach oben, so dass im Übergang zwischen Fruchtknoten und waagrecht stehender Blüte ein annähernd rechtwinkliger Bogen entsteht. Die Sepalen sind einander gleich geformt und nicht miteinander verwachsen. Die seitlichen Sepalen bilden an der Basis zusammen mit der Lippe eine schüsselförmige Vertiefung mit Nektar. Die seitlichen Petalen liegen dem dorsalen Sepal an und bilden mit diesem eine Haube über der Säule. Die Lippe ist an der Basis keilförmig verschmälert, in der Mitte schüsselförmig mit nach oben geschlagenen Seiten, an der Spitze herabgebogen. Die Säule ist schmal länglich, die asymmetrische Basis ragt etwas über die Ansatzstelle am Fruchtknoten hinaus. Die Narbe besteht aus zwei direkt nebeneinander liegenden Flächen, oval und quer zur Säulenachse liegend. Das Trenngewebe zwischen Narbe und Staubblatt (Rostellum) ist fest, etwas knorpelig und spitz zulaufend. Das Staubblatt ist schmal-oval, vorne spitz, auf der Oberseite mit runder Erhebung. Es enthält die keulenförmigen Pollinien, die an einem länglichen, schmalen Viscidium kleben. Umgeben ist das Staubblatt von einem deutlichen, dünnen Rand (Klinandrium).

## Verbreitung
Cotylolabium lutzii ist nur aus einem kleinen Gebiet im Osten Brasiliens bekannt. Die Standorte liegen in Höhenlagen von 500 bis 1000 Meter. Es werden offene Grasländer besiedelt.

## Systematik und Botanische Geschichte
Die Erstbeschreibung von Cotylolabium lutzii stammt von Guido Frederico João Pabst aus dem Jahr 1955 unter dem Namen Stenorrhynchos lutzii in Revista Brasileira de Biologia Band 15, Seite 194. Henry G. Jones stellte die Art 1975 in die Gattung Spiranthes. 1982 stellte Leslie Andrew Garay eine eigene Gattung für diese Orchidee auf in Botanical Museum Leaflets [Harvard University], Band 28, Teil 4, Seite 307. Der Name Cotylolabium, den er wählte, setzt sich aus den lateinischen Worten cotyla für eine schüsselförmige Höhlung und labium, „Lippe“, zusammen.
Cotylolabium wird innerhalb der Tribus Cranichideae in die Subtribus Spiranthinae eingeordnet. Nahe verwandte Arten werden in der Gattung Skeprostachys vermutet.

## Belege
Die Informationen dieses Artikels stammen aus:
- Leslie A. Garay: 225 (1). Orchidaceae (Cypripedioideae, Orchidoideae and Neottioideae). In: Gunnar Harling, Benkt Sparre (Hrsg.): Flora of Ecuador. Band 9, 1978, ISSN 0347-8742, S. 307.
- Alec M. Pridgeon, Phillip Cribb, Mark W. Chase, Finn Rasmussen (Hrsg.): Genera Orchidacearum. Orchidoideae (Part 2). Vanilloideae. Band 3/2. Oxford University Press, New York und Oxford 2003, ISBN 0-19-850711-9, S. 182–186.

## Weiterführendes
- Liste der Orchideengattungen